# María Nela Prada

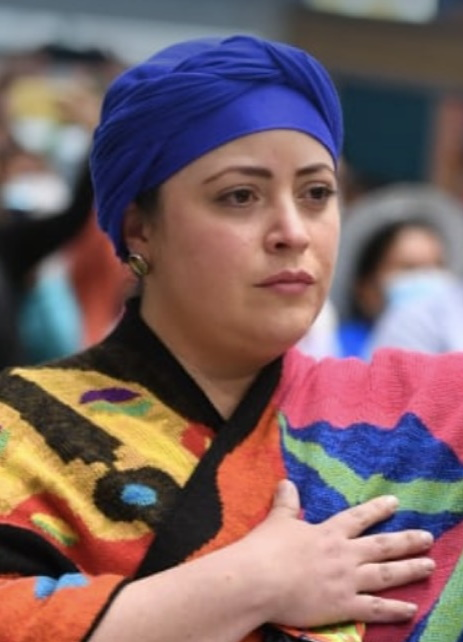
María Nela Prada Tejada, Ministra do governo de Luis Arce.

María Nela Prada Tejada (nascida em 1981) é uma diplomata e política boliviana que exerce o cargo de Ministra da Presidência desde 9 de novembro de 2020, no governo de Luis Arce.

## Biografia
María Nela Prada nasceu em 1981 em Santa Cruz, Bolívia. O seu pai era Ramón Prada Vacadiez, um político intimamente ligado ao partido Ação Democrática Nacionalista (ADN) que se tornou prefeito do Departamento de Santa Cruz de 1997 a 1999. A sua mãe era Betty Tejada, deputada do Movimento pelo Socialismo (MAS-IPSP) que ocupou o cargo de Presidente da Câmara dos Deputados em 2014. O seu pai era sobrinho de Yolanda Prada, esposa do presidente Hugo Banzer.

## Ministra da Presidência (2020 - predefinido)
Em 9 de novembro de 2020, María Nela foi nomeada Ministra da Presidência pelo Presidente Luis Arce, tornando-se a primeira mulher a ocupar o cargo. Quando foi anunciado, em 4 de janeiro de 2021, que Rogelio Mayta havia contraído a COVID-19, Prada assumiu o cargo de Ministra das Relações Externas até ao retorno de Mayta em 28 de janeiro.